# Station CAST
La Station CAST est une « Fleet Radio Unit (unité radio de flotte) » attachée au service de renseignements transmissions de l'United States Navy, pendant la guerre du Pacifique.
La Station CAST surveille les trafics radio japonais, entre la Chine et les différents théâtres d'opérations. 
À Shanghaï, la Station CAST est la station de cryptographie de l'US Navy en Extrême-Orient, sous l'autorité de l'OP-20-G de Washington. Transférée au chantier naval de Manille quand les États-Unis se désengagent de Chine, elle est mise à l'abri des tunnels de l'île de Corregidor quand le Japon attaque les Philippines. Enfin, elle est évacuée en Australie où elle intègre la Station FRUMEL (Fleet Radio Unit Melbourne). Quelques décrypteurs sont mutés au Central Bureau de Mac Arthur.